# Chapman’s Peak Drive

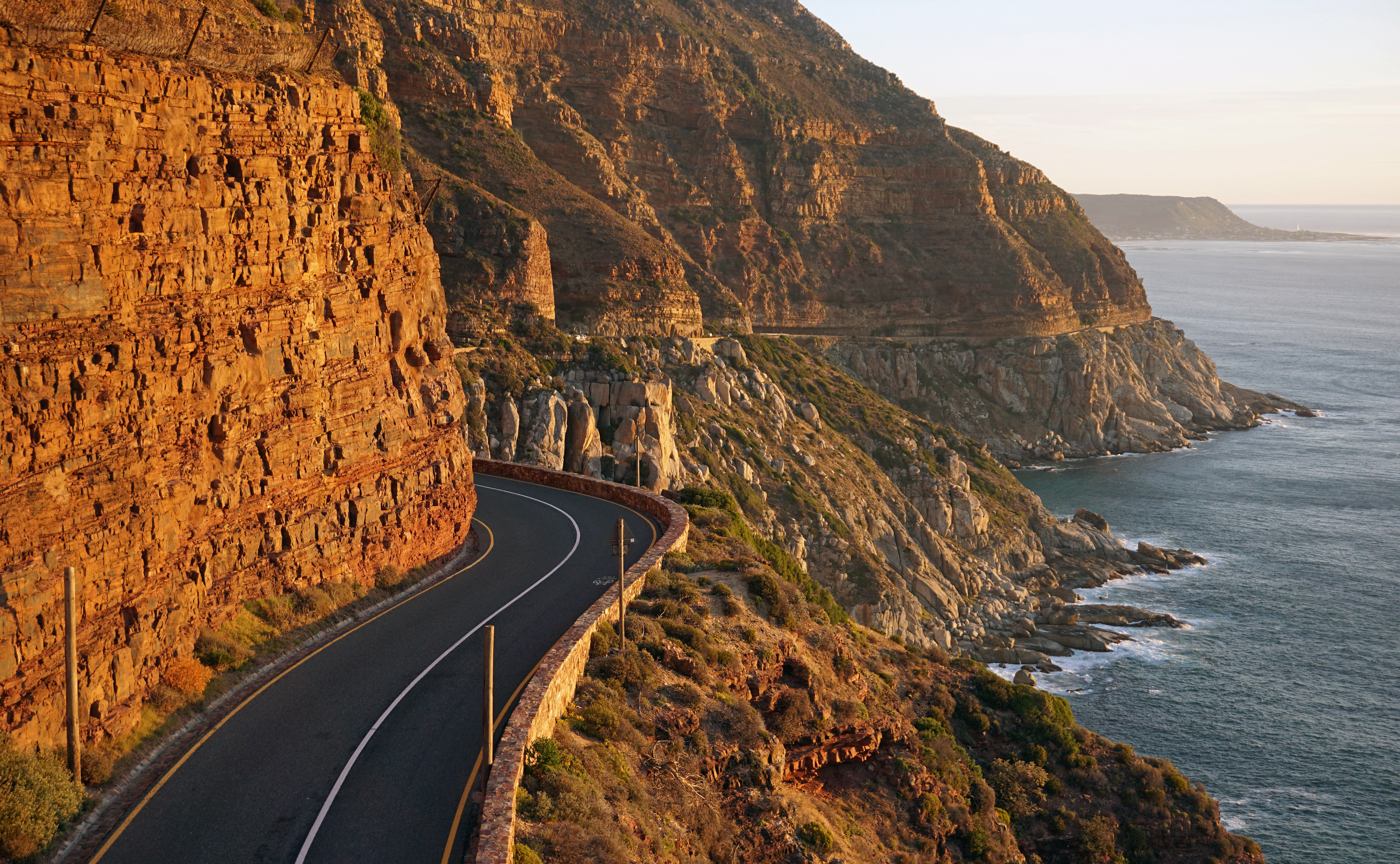
Straßenabschnitt

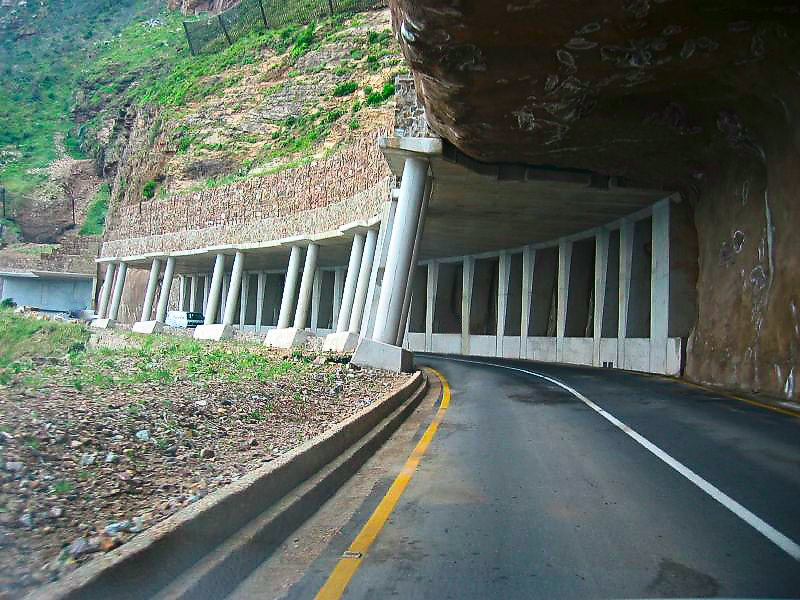
Tunnel

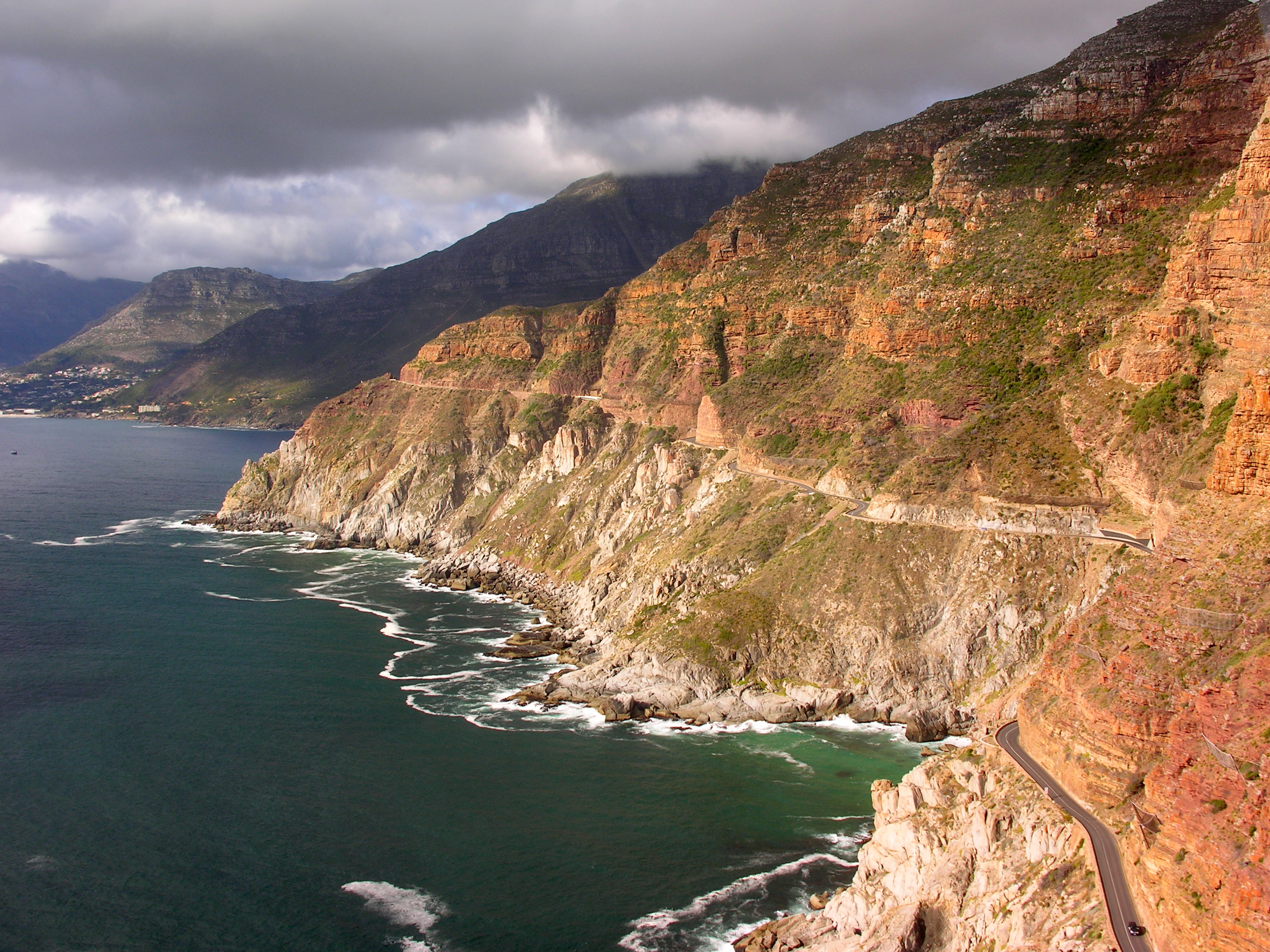
Luftaufnahme des Chapman’s Peak Drive (2007)

Der Chapman’s Peak Drive ist eine neun Kilometer lange Küstenstraße auf der Kap-Halbinsel südlich von Kapstadt.
Er schlängelt sich in 114 Kurven unmittelbar zwischen Meer und steilen Felswänden entlang von Hout Bay nach Noordhoek und führt über den Chapman’s Peak, einen 160 Meter hoch gelegenen Aussichtspunkt. Zahlreiche Touristen befahren täglich diese Strecke und viele Autokonzerne drehen vor dieser Kulisse Werbeaufnahmen.
Obwohl der Bau der Straße zunächst unmöglich erschien, gelang es unter der Leitung des Geologen Charl Marais, das Projekt zu verwirklichen. Die Bauarbeiten begannen 1915 unter teilweise lebensgefährlichen Arbeitsbedingungen auf den schroff ins Meer abfallenden Steinhängen. Sieben Jahre später, 1922, konnte die Straße für den Verkehr freigegeben werden.
Trotz der vorgeschriebenen Höchstgeschwindigkeit von 20 km/h war die Fahrt über den Chapman’s Peak Drive nicht ungefährlich. Immer wieder fielen Felsbrocken herab und erschlugen Menschen. Bei regennasser Fahrbahn kamen viele Autos ins Schleudern, prallten gegen die Felsen oder stürzten in die Tiefe.
Die Unfälle häuften sich und als im Januar 2000 30 Prozent der Strecke verschüttet wurden, sperrte man die Straße. Da die öffentliche Hand die Gelder für die Sanierung nicht aufbringen konnte, wurde die Straße für 30 Jahre an ein privates Konsortium verpachtet. Die Entabeni (Pty) Ltd. investierte über 150 Millionen Rand in den Umbau der Straße. Man installierte riesige Fangnetze für herabfallendes Gestein und sprengte an zwei besonders gefährlichen Streckenabschnitten einen Tunnel bzw. Halbtunnel in den Fels. Im Dezember 2003 konnte der Chapman’s Peak Drive wieder für den Verkehr geöffnet werden. Um die hohen Sanierungskosten zu amortisieren, kostet die einfache Fahrt für PKW über den Chapman’s Peak Drive derzeit 64 Rand Maut-Gebühr (Februar 2025).